# Vương cung thánh đường Thánh Tôma
Vương cung thánh đường Thánh Tôma là một nhà thờ Công giáo Rôma tại vùng Santhome, Mylapore thuộc thành phố Chennai (tên cũ: Madras), thủ phủ tiểu bang Tamil Nadu, Ấn Độ. Nhà thờ được xây dựng vào thế kỷ 16 bởi những nhà thám hiểm Bồ Đào Nha, trên nơi được xem là mộ của Thánh Tôma, một tông đồ của Chúa Giêsu. Năm 1893, nhà thờ được người Anh xây dựng lại với tư cách của một nhà thờ chính tòa và còn tồn tại đến ngày nay. Nhà thờ được thiết kế theo phong cách Tân-Gothic (Hay là Gothic Phục hưng), mà kiến trúc sư người Anh rất ưa chuộng vào cuối thế kỷ thứ 19.
Theo truyền thuyết, Tôma Tông Đồ đã đến Muziris, Ấn Độ vào năm 52 và đã làm lễ rửa tội cho một số người dân, thành lập những gì ngày nay được biết đến như cộng đồng Kitô hữu Thánh Tôma hoặc còn gọi là Nasranis tại Ấn Độ. Ông được cho là đã tử đạo tại nơi đây.
Năm 1956, nhà thờ được công nhận là Tiểu vương cung Thánh đường. Ngày 11 tháng 2 năm 2006, Hội đồng Giám mục Công giáo Ấn Độ đã công bố nơi đây là một Đền thờ quốc gia và trung tâm hành hương.

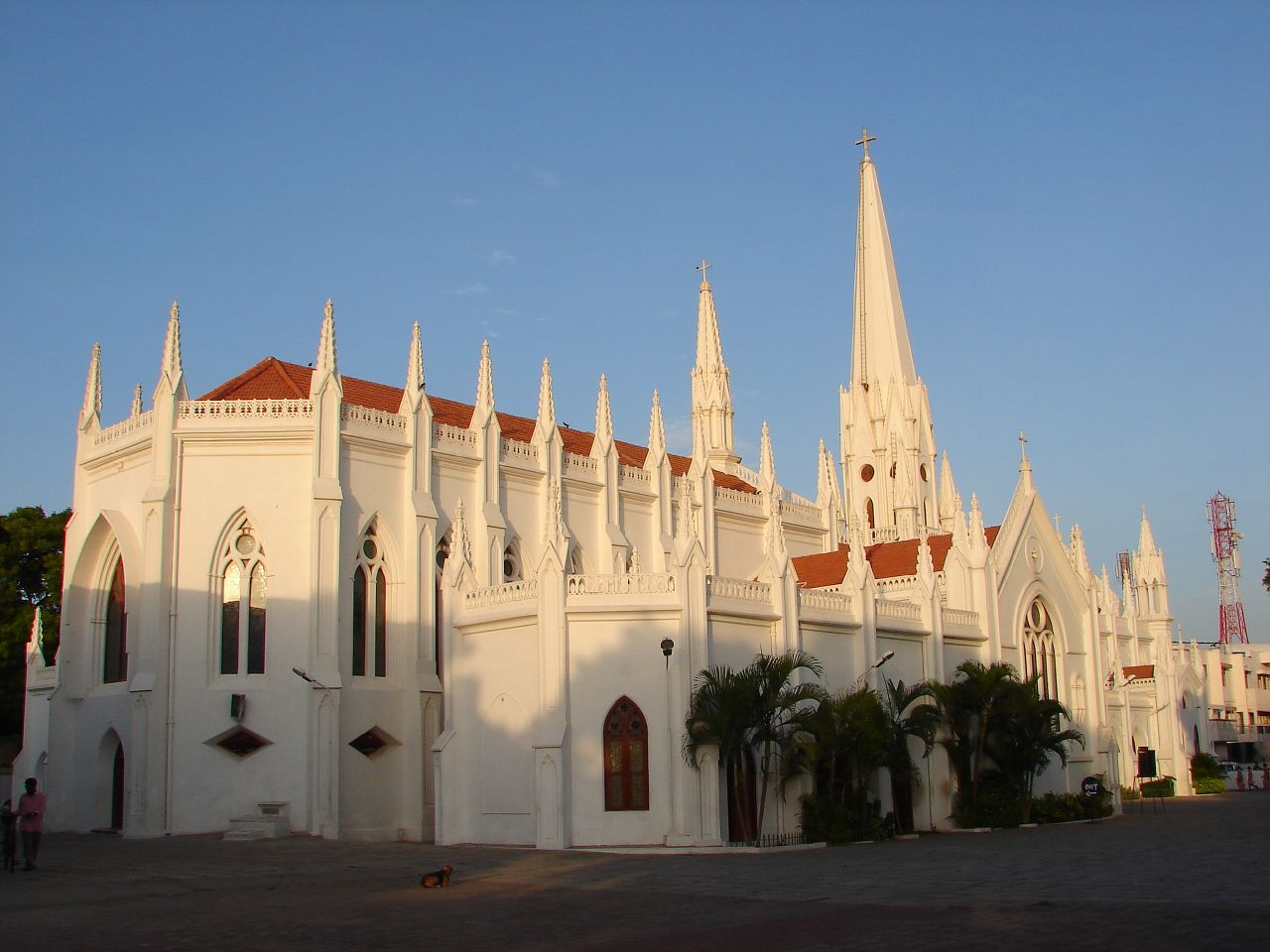
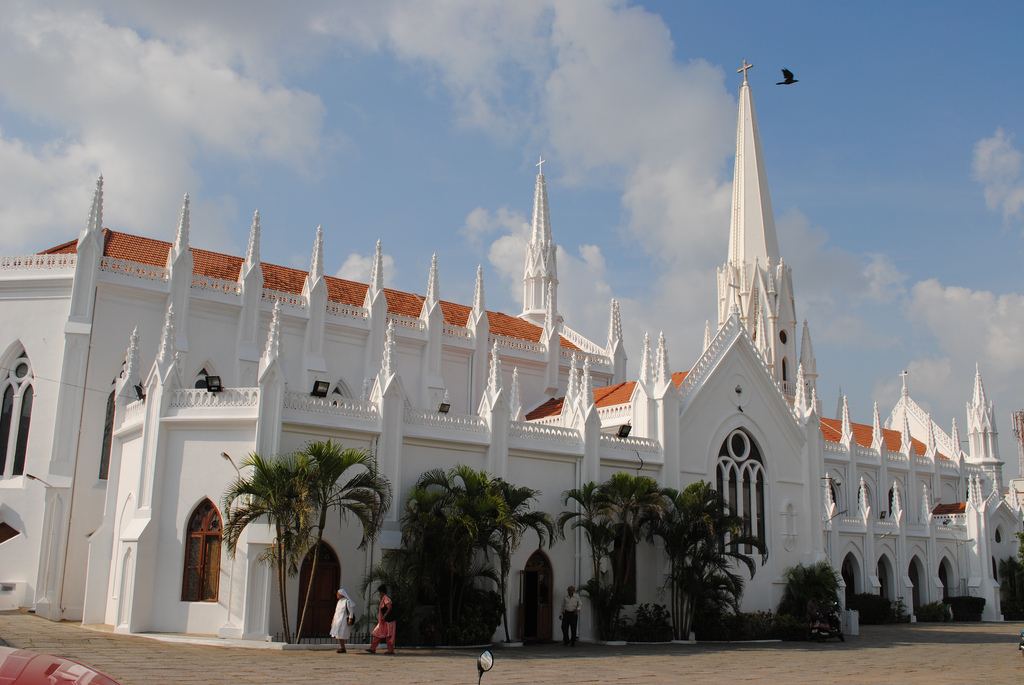
Bên hông
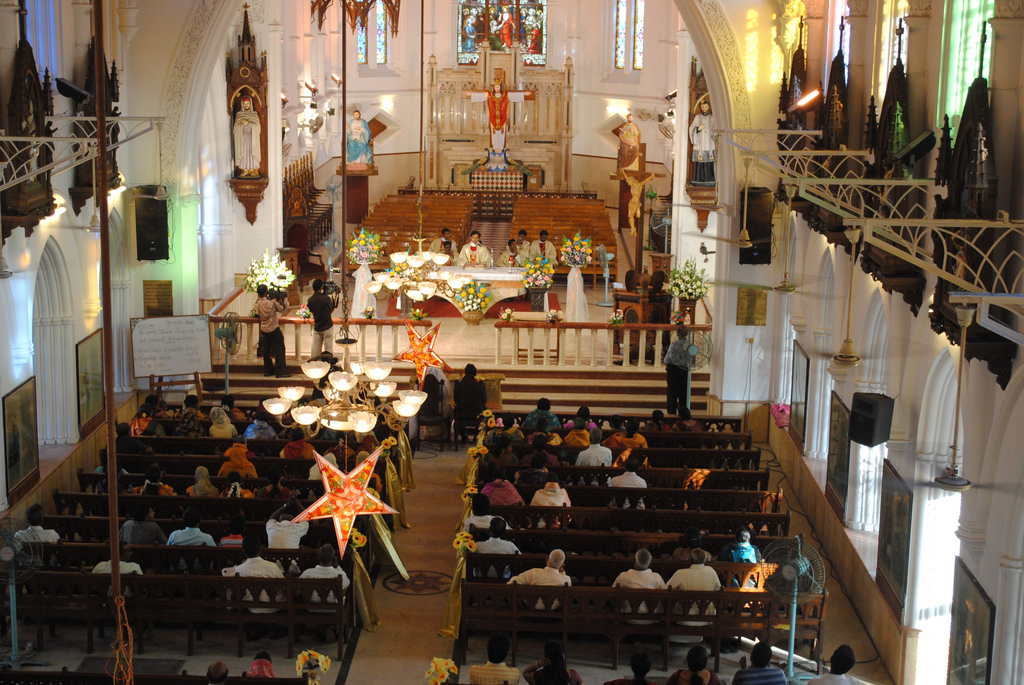
Một thánh lễ trong nhà thờ
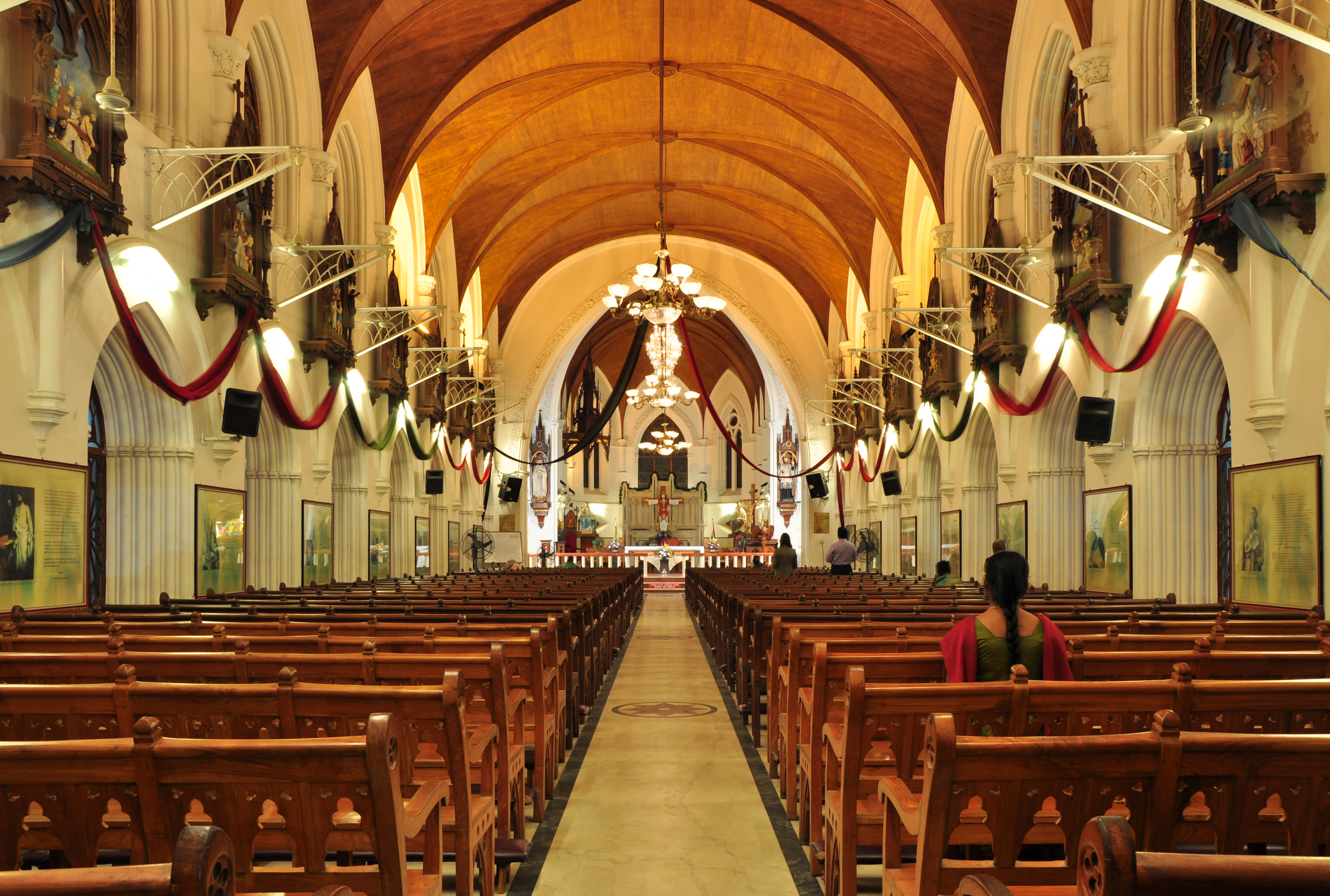
Bên trong
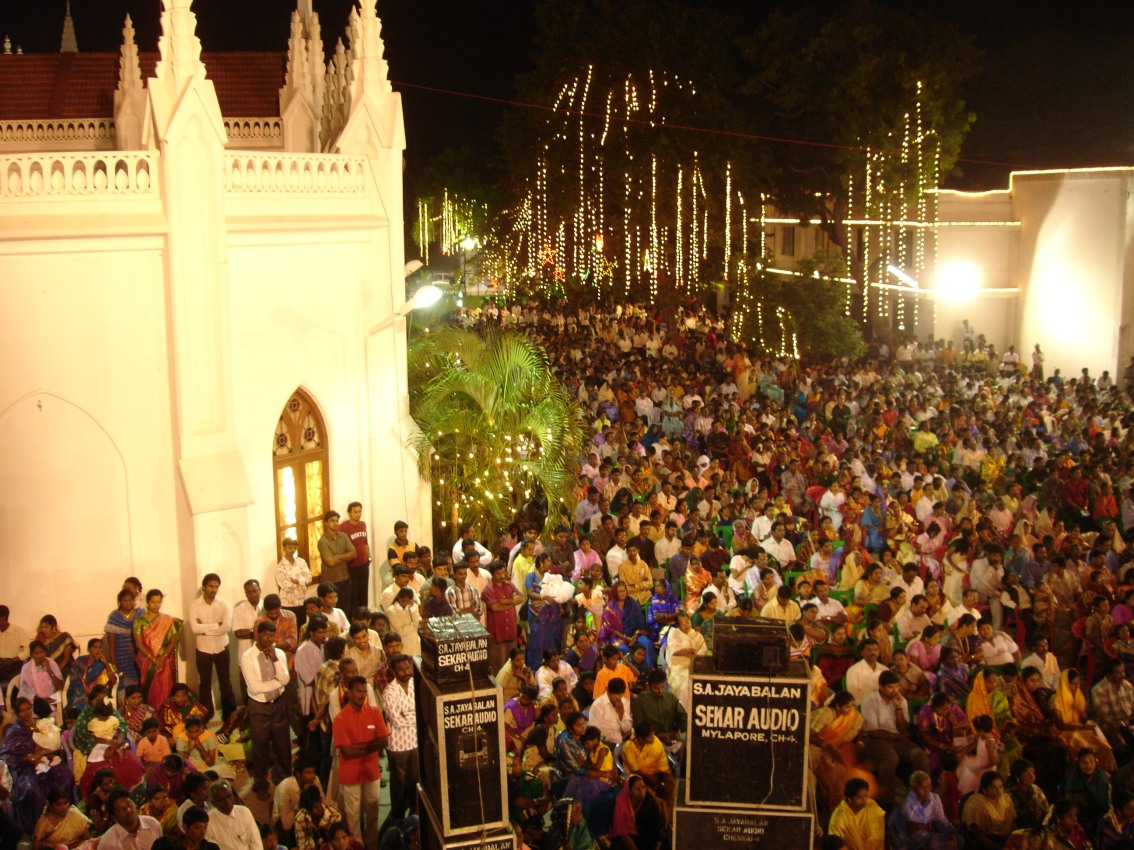
Lễ Giáng sinh năm 2005